# Arturo Pérez de Alejo Rodríguez
Arturo Pérez de Alejo Rodríguez là nhà hoạt động nhân quyền và nhà bất đồng chính kiến người Cuba.

## Sự nghiệp
Ông làm chủ tịch tổ chức bảo vệ nhân quyền Frente Escambray và là nhà hoạt động ủng hộ dự án Varela. Ông cũng là thành viên của Phong trào hành động dân chủ, Đảng hành động dân chủ và Mặt trận dân chủ độc lập.
Ông bị chính quyền Cuba bắt trong vụ mùa xuân đen năm 2003 và bị phạt 20 năm tù. Vào thời điểm bị bắt, ông đang làm chủ tịch Mặt trận Nhân quyền Escambray.  Tổ chức Ân xá Quốc tế đã tuyên bố ông là một tù nhân lương tâm.

## Đời tư
Ông kết hôn với Ada Moraima León Sabina. Họ có hai người con.